# Pocałunek Mary Pickford
Pocałunek Mary Pickford (ros. Поцелуй Мэри Пикфорд, Pocełuj Meri Pikford) – radziecki film niemy z 1927 roku w reżyserii Siergieja Komarowa.

## Fabuła
Goga Palkin zakochuje się w pięknej początkującej aktorce imieniem Dusia. Dziewczyna jednak nie jest nim zainteresowana. Marzy jej się randka wyłącznie z kimś wybitnie sławnym jak Douglas Fairbanks lub inna hollywoodzka gwiazda. Po przypadkowym spotkaniu i pocałunku z Mary Pickford, Goga Palkin staje się lokalnym celebrytą. Wiele dziewczyn chcąc się z nim umówić goni go po ulicach miasta. Jego popularność sprawia, że Dusia zaczyna być zazdrosna i ostatecznie zakochuje się w nim.

## Obsada
- Igor Iljinski jako Goga Pałkin
- Aniel Sudakiewicz jako Dusia Gałkina
- Abram Room
- Mary Pickford jako ona sama (cameo)
- Douglas Fairbanks jako on sam (cameo)
- Wiera Malinowska jako ona sama (cameo)